# Ptycholoma circumclusana
Ptycholoma circumclusana är en fjärilsart som beskrevs av Hugo Theodor Christoph 1881. Ptycholoma circumclusana ingår i släktet Ptycholoma, och familjen vecklare. Inga underarter finns listade i Catalogue of Life.